# Трините, Жюль
Жюль Трините (фр. Jules Trinité); ? — декабрь 1921) — французский стрелок, серебряный призёр летних Олимпийских игр 1900 и чемпионата мира 1901.
На Играх в Париже Трините участвовал в соревнованиях по стрельбе из пистолета. В индивидуальном соревновании он занял 10-е место, набрав 431 очка. В командном соревновании его сборная заняла второе место, выиграв серебряные медали.
В следующем году он стал серебряным призёром на чемпионате мира 1901 в Люцерне в командной стрельбе из пистолета.